# SRF Meteo

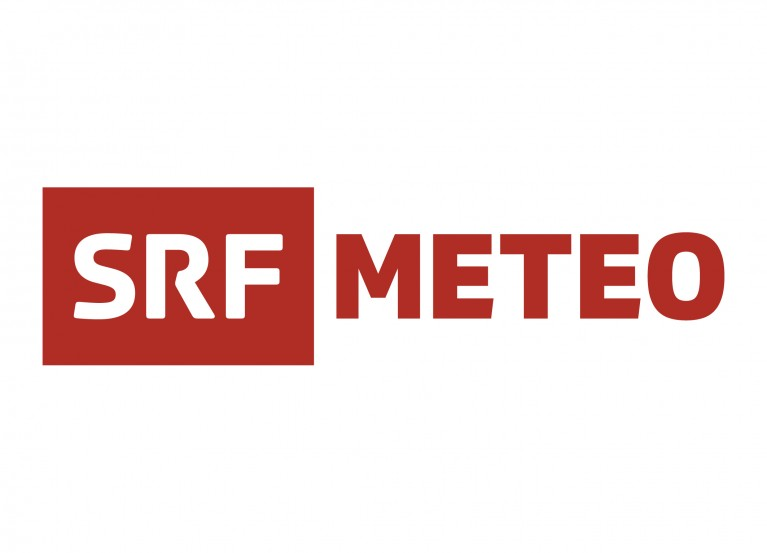
Logo von SRF Meteo

SRF Meteo (von 2005 bis 2012 SF Meteo, davor nur Meteo) ist die Wettervorhersage bzw. die Abteilung Meteorologie von Schweizer Radio und Fernsehen (SRF). 

## Geschichte und Sendungen
Die Hauptsendung am Fernsehen, welche erstmals 1992 ausgestrahlt wurde, wird abends jeweils nach der Tagesschau und nach 10vor10, frühabends zur 18-Uhr-Tagesschau und mittags davor ausgestrahlt und dauert in der Regel etwa drei bis fünf Minuten. Sie wird in Mundart moderiert.
Dazu gibt es Wetterberichte sowie weitere, teils wöchentliche Spezialsendungen auf Radio SRF 1 und Radio SRF 3, welche speziellen Wetterlagen und Wetter-Phänomenen gewidmet sind. Ausserdem gehört die Website sowie der Wetteralarm von SRF Meteo zu den Aufgaben und Produkten der Abteilung SRF Meteo.
SRF Meteo ist mit der Sendung Tagesschau die meistgeschaute Sendung im Schweizer Fernsehen. Täglich schalten rund eine Million Zuschauer zur Hauptausgabe um 19.55 Uhr ein. Alle Ausgaben werden auf SRF 1 sowie SRF zwei ausgestrahlt, und auf SRF info mehrfach wiederholt. Die Sendung wird seit dem Jahr 2002 bei fast jedem Wetter live vom Dach des Fernsehturms von Schweizer Radio und Fernsehen in Zürich übertragen. Nur wenn für die Moderatoren akute Gefahr besteht, etwa bei Sturm oder Gewitter, wird die Sendung aus dem Tagesschau-Studio moderiert.

## Moderation und Redaktion
Zum Team, verantwortlich für die Wetterprognosen auf der SRF-Website, der Administration, den Wetteralarm sowie die Moderation an Radio und Fernsehen gehören: Jürg Ackermann, Sabine Balmer, Felix Blumer, Sandra Boner, Roman Brogli, Thomas Bucheli (Redaktionsleiter), Jan Eitel, Simon Eschle, Gaudenz Flury, Nicole Glaus, Claudia Hürlimann, Sina Lenggenhager, Luzian Schmassmann, Daniela Schmucki, Christoph Siegrist (stv. Redaktionsleiter) und Jürg Zogg (Leiter Prognostik).

## Auszeichnungen
- «Medienpreis für Meteorologie» in der Kategorie «Wetterpräsentation Fernsehen», verliehen am Extremwetterkongress 2009.[4]